# تپه کول باشی ۴
تپه کول باشی ۴ مربوط به دوره اشکانیان - دوره ساسانیان است و در شهرستان سرآب، بخش مرکزی، دهستان اسب‌فروشان، ۲ کیلومتری غرب روستای هولیق واقع شده و این اثر در تاریخ ۶ اسفند ۱۳۸۵ با شمارهٔ ثبت ۱۷۵۰۸ به‌عنوان یکی از آثار ملی ایران به ثبت رسیده است.